# Lekrugeria nepalica
Lekrugeria nepalica är en insektsart som beskrevs av U. Aspöck och H. Aspöck 1986. Lekrugeria nepalica ingår i släktet Lekrugeria och familjen Berothidae. Inga underarter finns listade i Catalogue of Life.